# Keronsaari (ö i Norra Savolax)
Keronsaari är en ö i Finland. Den ligger i sjön Tallusjärvi och i kommunen Kuopio i den ekonomiska regionen  Kuopio ekonomiska region  och landskapet Norra Savolax, i den centrala delen av landet, 300 km norr om huvudstaden Helsingfors. Öns area är 7,4 hektar och dess största längd är 0,5 kilometer i sydöst-nordvästlig riktning.